# Giosafata Hordaševska
Giosafata Hordaševs'ka (Leopoli, 20 novembre 1869 – Červonohrad, 7 aprile 1919) è stata una religiosa ucraina, fondatrice delle Ancelle della Beata Vergine Maria Immacolata.

## Biografia
Nata da una modesta e numerosa famiglia cattolica del rito bizantino-ucraino, nel 1888 partecipò a un ritiro spirituale sotto la direzione del monaco basiliano Geremia Lomnyc'kyj.
I basiliani avevano intenzione di istituire una congregazione formata da donne del bizantino-ucraino e la Hordaševska fu scelta come prima suora della nascente congregazione delle Ancelle della Beata Vergine Maria Immacolata, sorta a Żużel (ucr. Žužel', oggi Žuželjani) nel 1892: è considerata cofondatrice dell'istituto insieme a Lomnyc'kyj e a Cirillo Selec'kyj.

## Il culto
La fase romana della sua causa di canonizzazione iniziò nel 1996: dichiarata venerabile nel 1998, è stata proclamata beata da papa Giovanni Paolo II il 27 giugno 2001.
Il suo elogio si legge nel Martirologio romano al 25 marzo.